# Championnat de république démocratique du Congo de football 2021-2022
Navigation
Vodacom Ligue 1 2020-2021 Vodacom Ligue 1 2022-2023
La saison 2021-2022 de Ligue 1 est la 62e édition du championnat de république démocratique du Congo de football et la 5e sous l'appellation « Ligue 1 » et la 5e fois sous l'appellation Vodacom Ligue 1. La saison débute le 15 septembre 2021 et s'achève en juin 2022.
L'AS Vita Club est le tenant du titre. Le TP Mazembe termine à la première place dans un championnat qui sera amputé de la phase retour, il empoche son 19e titre de champion.

## Participants
| \| Kinshasa: · AS V. Club · DCMP Imana · FC Renaissance · RCK · AC Rangers · JSK · AC Kuya Sport Lubumbashi: · TP Mazembe · FC Saint Éloi Lupopo · CS Don Bosco · JSG Bazano · Lubumbashi Sport Kolwezi: · Simba Kamikaze · Blessing FC Kinshasa Lubumbashi Kolwezi AS Maniema Union SM Sanga Balende AS Dauphins Noirs US Panda Likasi Etoile du Kivu US Tshinkunku \| Localisation des clubs engagés dans le championnat. |
| Kinshasa: · AS V. Club · DCMP Imana · FC Renaissance · RCK · AC Rangers · JSK · AC Kuya Sport Lubumbashi: · TP Mazembe · FC Saint Éloi Lupopo · CS Don Bosco · JSG Bazano · Lubumbashi Sport Kolwezi: · Simba Kamikaze · Blessing FC Kinshasa Lubumbashi Kolwezi AS Maniema Union SM Sanga Balende AS Dauphins Noirs US Panda Likasi Etoile du Kivu US Tshinkunku                                                           |

## Déroulement de la compétition
Le championnat commence le 15 septembre 2021, mais début mars 2022 le championnat est interrompu car le transporteur Congo Airways refuse de transporter les équipes en raison de nombreux impayés, une reprise prévue pour le 22 mai est ensuite reportée au 29 mai.
En raison de la longue interruption du championnat, les matchs retour sont annulés.

## Compétition

### Règlement
Le classement est calculé avec le barème de points suivant : une victoire vaut trois points, le match nul un. La défaite ne rapporte aucun point.
Les critères de départage sont inchangés depuis la saison 2017-2018. Ceux-ci se présentent ainsi :
1. plus grand nombre de points ;
2. plus grande différence de buts générale ;
3. plus grand nombre de points dans les confrontations directes ;
4. plus grande différence de buts particulière ;
5. plus grand nombre de buts dans les confrontations directes ;
6. plus grand nombre de buts à l'extérieur dans les confrontations directes ;
7. plus grand nombre de buts marqués ;
8. plus grand nombre de buts marqués à l'extérieur ;
9. plus grand nombre de buts marqués sur une rencontre de championnat ;
10. meilleure place au Challenge du Fair-play (1 point par joueur averti, 3 points par joueur exclu).

### Classement
| Rang | Équipe               | Pts | J  | G  | N | P  | Bp | Bc | Diff |
| ---- | -------------------- | --- | -- | -- | - | -- | -- | -- | ---- |
| 1    | TP Mazembe           | 51  | 19 | 16 | 3 | 0  | 40 | 3  | +37  |
| 2    | AS Vita ClubT        | 48  | 19 | 15 | 3 | 1  | 44 | 13 | +31  |
| 3    | FC Saint Éloi Lupopo | 46  | 19 | 14 | 4 | 1  | 32 | 9  | +23  |
| 4    | AS Maniema Union     | 41  | 19 | 12 | 5 | 2  | 31 | 10 | +21  |
| 5    | JSG Bazano           | 34  | 19 | 10 | 4 | 5  | 26 | 15 | +11  |
| 6    | CS Don Bosco         | 32  | 19 | 8  | 8 | 3  | 20 | 15 | +5   |
| 7    | DCMPC                | 29  | 19 | 8  | 5 | 6  | 23 | 17 | +6   |
| 8    | AC Rangers           | 28  | 19 | 8  | 4 | 7  | 18 | 19 | -1   |
| 9    | US Panda B52 P       | 24  | 19 | 6  | 6 | 7  | 17 | 19 | -2   |
| 10   | AS Dauphins Noirs    | 23  | 19 | 7  | 2 | 10 | 15 | 25 | -10  |
| 11   | Lubumbashi Sport     | 22  | 19 | 6  | 4 | 9  | 19 | 23 | -4   |
| 12   | Etoile du Kivu P     | 21  | 19 | 5  | 6 | 8  | 12 | 17 | -5   |
| 13   | SM Sanga Balende     | 21  | 19 | 5  | 6 | 8  | 17 | 25 | -8   |
| 14   | Blessing FC          | 19  | 19 | 4  | 7 | 8  | 13 | 16 | -3   |
| 15   | AC Kuya Sport P      | 19  | 19 | 4  | 7 | 8  | 18 | 28 | -10  |
| 16   | FC Renaissance       | 18  | 19 | 4  | 6 | 9  | 17 | 27 | -10  |
| 17   | US Tshinkunku P      | 15  | 19 | 2  | 9 | 8  | 11 | 26 | -15  |
| 18   | AS Simba Kamikaze    | 14  | 19 | 3  | 5 | 11 | 10 | 29 | -19  |
| 19   | JSK                  | 8   | 19 | 2  | 2 | 15 | 6  | 36 | -30  |
| 20   | RCK                  | 7   | 19 | 1  | 4 | 14 | 10 | 32 | -22  |

Qualifications africaines
Ligue des champions 2022-2023
- 1er : 1er tour
- 2e : tour préliminaire

Coupe de la confédération 2022-2023
- C et 3e : phase de groupes

Relégation en Ligue 2 2022-2023
- 16e à 20e : relégation

Abréviations
- T : Tenant du titre
- C : Vainqueur Coupe du Congo 2022
- P : Promus de Ligue 2 2020-2021

- En raison de l'interruption du championnat du 9 mars au 29 mai 2022, les matchs retour ne sont pas disputés, les relégations pourraient ne pas s'appliquer cette saison[3].

## Statistiques

### Meilleurs buteurs
Le tableau suivant liste les joueurs selon le classement des buteurs :
| Rang | Joueur | Club | Buts |
| ---- | ------ | ---- | ---- |
| 1    |        |      |      |
| 2    |        |      |      |
| 3    |        |      |      |
| 4    |        |      |      |
| 5    |        |      |      |
| 6    |        |      |      |
| 7    |        |      |      |
| 8    |        |      |      |
| 9    |        |      |      |
| 10   |        |      |      |

### Meilleurs passeurs
Le tableau suivant liste les joueurs selon le classement des passeurs :
| Rang | Joueur               | Club              | Passes |
| ---- | -------------------- | ----------------- | ------ |
| 1    | Marouf Tchakei       | AS Vita Club      | 10     |
| 2    | Philippe Kinzumbi    | TP mazembe        | 7      |
| 2    | Héritier Kasongo     | FC St Eloi Lupopo | 7      |
| 4    | Mercey Ngimbi        | TP mazembe        | 6      |
| 4    | Pasal Mbarga         | AS Vita Club      | 6      |
| 4    | Karim Kimvuidi       | DC Motema Pembe   | 6      |
| 7    | Patient Mwamba       | TP mazembe        | 5      |
| 7    | Glody Lilepo         | AS Vita Club      | 5      |
| 7    | Patou Ebunga         | AS Vita Club      | 5      |
| 10   | Christopher Samangwa | Blessing FC       | 4      |
| 10   | Patou Kabangu        | FC St Eloi Lupopo | 4      |